# Ай-хан
Ай-хан — лунный хан в тюркской и алтайской мифологии. На монгольском языке он также известен как Сара-хан или Хара-хан. Он сын Огуз-хана от его второй жены. Онгун — орёл. Орёл символизирует суверенитет. Слово Хара на бурятском языке означает Мун (монгольское Сара), хотя в некоторых источниках имя отца Огуз-хана — Кара-хана, возможно, из-за сходства этого слова в некоторых источниках оно обозначено как Ай. Однако на самом деле Ай-хан — это имя сына Огуз-хана. Во многих культурах Луна представлена как женщина, однако у турок есть и женский, и мужской бог Луны. Следует подчеркнуть, что Ай-хан считается не божеством, а, скорее, святым человеком. Месяц не является его непосредственным атрибутом. Ай-хана не следует путать с Атой.